# كفاريلي
كفاريلي (بالجورجية: ყვარელი)‏ هي مدينة في الشمال الشرقي في مقاطعة كاخيتي، جورجيا. تقع في وادي ألازاني، بالقرب من سفوح جبال القوقاز الكبرى، وهي مسقط رأس المؤلف الجورجي اليا شافشافادزه، الذي تم الحفاظ على منزله المكون من طابق واحد كمتحف محلي.